# Bobovac (Kroatië)
Bobovac is een plaats in de gemeente Sunja in de Kroatische provincie Sisak-Moslavina. De plaats telt 506 inwoners (2001).